# Honda Civic 1. Generation
Die erste Generation des Honda Civic wurde Mitte 1972 als Cvcc in Japan, später in Europa als Civic 1200 vorgestellt. Sie wurde bis Sommer 1979 gebaut und erreichte bereits 1976 eine Produktion von einer Million Fahrzeugen. Sie wurde als Schräghecklimousine (Hatchback) mit zwei, drei und vier Türen sowie ab Frühjahr 1974 auch als Kombi angeboten.

## Entwicklungsgeschichte

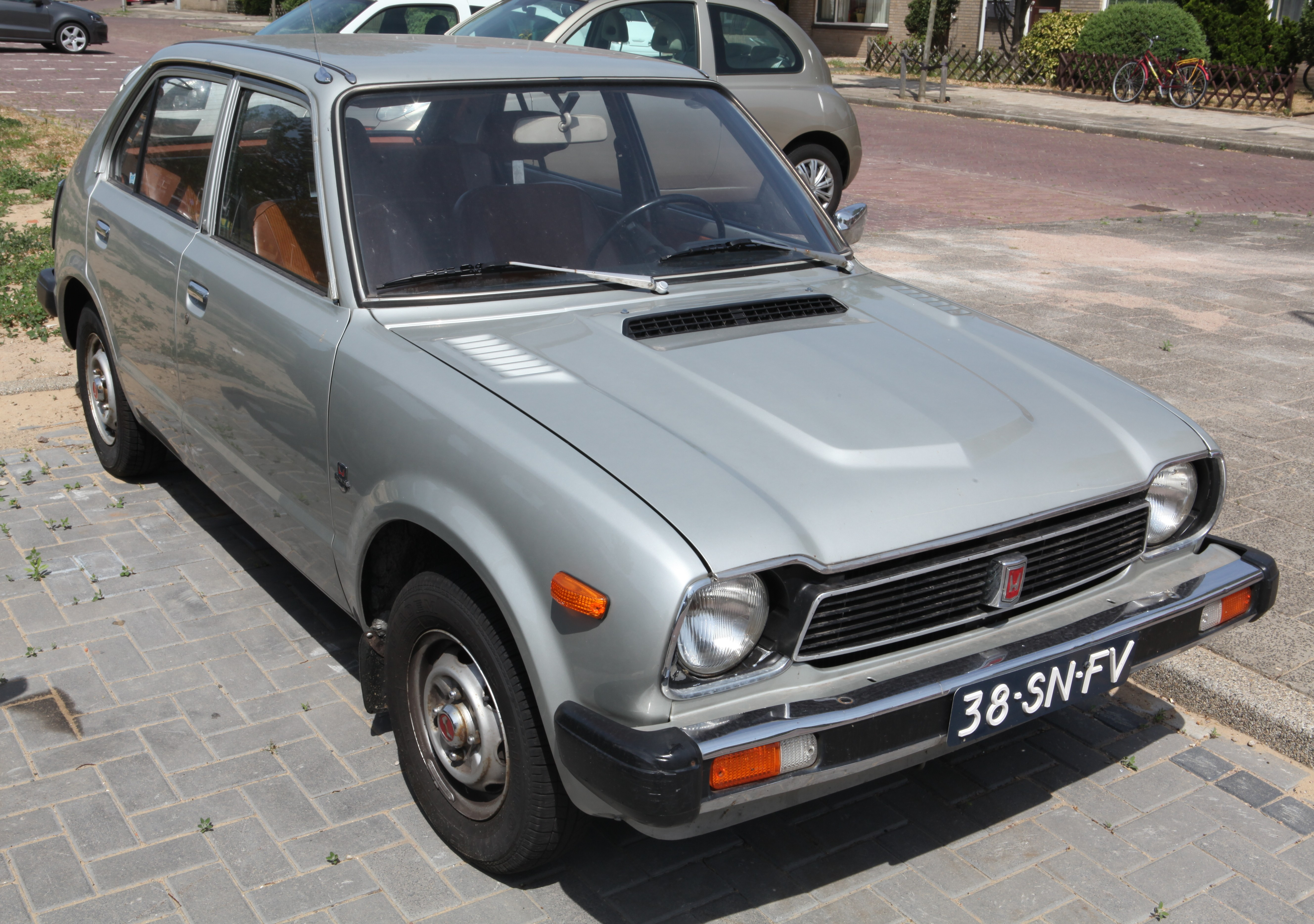
Honda Civic SB2 (1977–1979)

Yoshio Nakamura, der Honda-Formel-1-Teammanager von 1964 bis 1968, war als Projektleiter für den Honda Civic verantwortlich. Das Fahrzeug sollte nach dem Sportwagen S800, dem Kei-Car N360, dem N600 und dem mit seinem luftgekühlten Motor nicht erfolgreichen 1300 eine kleine, wassergekühlte Limousine mit mustergültiger Zuverlässigkeit werden und gut für den Export geeignet sein.
Der quer eingebaute Motor mit 40 kW (54 PS) hatte 1,2 l Hubraum, vier Zylinder, einen Motorblock aus Aluminium und einen Vergaser. Er trieb die Vorderräder an. Nur in Japan wurde der Civic RS (Road Sailing) mit zwei Vergasern verkauft, der 56 kW (76 PS) hatte. Eine fünftürige Variante und der Kombi wurden mit einem 1,5-l-Motor ausgestattet. Etwas später brachte Honda den schadstoffarmen CVCC-Motor auf den japanischen und den amerikanischen Fahrzeugmarkt. Er erfüllte damit ohne den Einsatz eines Katalysators bis 1983 die US-Abgasnormen.
Alle Räder waren einzeln an MacPherson-Federbeinen aufgehängt – vorn mit Dreiecksquerlenkern, hinten mit Dreieckslenkern längs und einem Querlenker.
Die japanische Presse verlieh dem Civic den Titel „Auto des Jahres“.

## Modellübersicht
| Modellcode | Typ             | Hubraum  | Bohrung × Hub | Verdichtung | kW (PS) | Motorcode | Baujahr         |
| ---------- | --------------- | -------- | ------------- | ----------- | ------- | --------- | --------------- |
| SB1        | Zwei-/Dreitürer | 1170 cm3 | 70 × 76 mm    | 8,1 : 1     | 40 (54) | EB1       | 07/1972–02/1977 |
| SB1 RS     | Dreitürer       | 1170 cm3 | 70 × 76 mm    | 8,6 : 1     | 56 (76) | EB1 RS    | 1974            |
| SB2        | Drei-/Fünftürer | 1237 cm3 | 72 × 76 mm    | 8,1 : 1     | 44 (60) | EB2       | 02/1977–08/1979 |
| B-SC/B-SF  | Drei-/Fünftürer | 1237 cm3 | 72 × 76 mm    | 7,9 : 1     | 48 (65) | EB4 CVCC  | 02/1977–08/1979 |
| SF         | Vier-/Fünftürer | 1488 cm3 | 74 × 86,5 mm  | 8,4 : 1     | 51 (70) | EB3       | 01/1974–07/1978 |
| H-VB       | Fünftürer (Van) | 1488 cm3 | 74 × 86,5 mm  | 8,4 : 1     | 56 (76) | EC        | 01/1974–07/1978 |
| E-SH/E-SG  | Drei-/Fünftürer | 1488 cm3 | 74 × 86,5 mm  | 7,9 : 1     | 55 (75) | EC2 CVCC  | 07/1977–08/1979 |

## Der Honda Civic in Deutschland

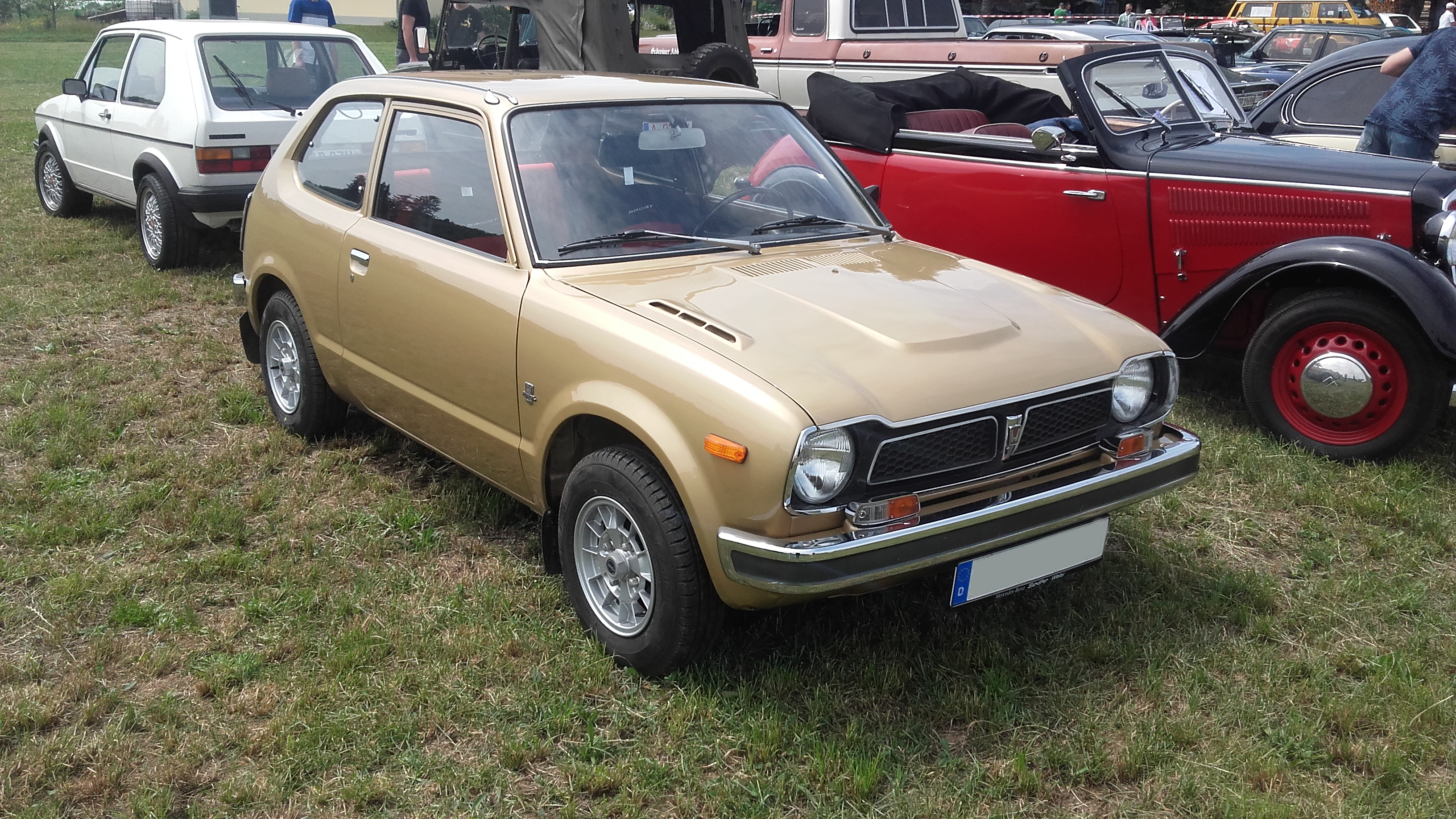
Der Civic 1200 für den deutschen Markt

In Deutschland wurde der Civic ab 1974 zuerst nur als Civic 1200 in der zweitürigen Version mit kleiner Kofferraumklappe zum Preis von 7.500 DM und mit drei Türen (Hatchback) zum Preis von 7.770 DM verkauft. 1976 wurde der Civic 1500 als Viertürer mit kleiner Kofferraumklappe zum Preis von 10.418 DM angeboten. Der Kombi der 1. Generation war in Deutschland nicht erhältlich.